# Stephania pierrei
Stephania pierrei är en tvåhjärtbladig växtart som beskrevs av Friedrich Ludwig Diels. Stephania pierrei ingår i släktet Stephania och familjen Menispermaceae. Inga underarter finns listade i Catalogue of Life.